# Josema Yuste
José Mariano Yuste García de los Ríos, més conegut com a Josema Yuste (Madrid, 2 de març de 1954) és un actor i presentador espanyol.

## Biografia
El 1976 coneix a Millán Salcedo i Fernando Conde en la Reial Escola Superior d'Art Dramàtic, d'on sorgeix la idea de formar el trio Martes y Trece, duta a terme el 1979. Fernando Conde va abandonar el grup més tard, deixant a Josema i Millán com a duo. Ha participat en el cinema espanyol, amb variades obres cinematogràfiques.
Entre 1984 i 1997 va presentar amb Millán Salcedo (Martes y Trece) la programació de Nit de cap d'any a TVE, sent líders d'audiència. L'any 1993 va ser l'únic que no van fer i foren substituïts per Cruz y Raya.
També ha interpretat papers en teatre. En televisió va treballar en la sèrie Todos los hombres sois iguales, una comèdia emesa per Telecinco basada en la pel·lícula del mateix nom, on interpreta un divorciat que viu amb dos amics també divorciats i en la sèrie Mediterráneo.
El 1992 va prestar la seva veu per al personatge del Geni de la pel·lícula Aladdi de la companyia Disney. El 2002 va col·laborar novament amb la companyia per a donar veu a B.E.N. en la pel·lícula El planeta del tresor.
En 2003 torna a posar veu a un altre personatge d'un nou clàssic Disney, Brother Bear (Germà Ós), en concret a un dels carismàtics germans ants anomenat Tuke. L'altre és doblegat pel seu company José Sánchez Mota.
El 18 de febrer de 2004 es va gravar per Televisió Espanyola al Teatro Principal de Burgos la gal·la 'El Camino de Santiago, calle mayor de Europa' qque va emetre la primera cadena d'aquesta emissora el 13 d'abril d'aquest any. Els seus presentadors van ser Anne Igarteburu i Josema Yuste.
En 2007 presenta Por fin has llegado, a TVE, programa d'humor basat en la improvisació.
En 2008, treballa al costat de Florentino Fernández en l'obra Una pareja de miedo, que és una adaptació de l'obra El misterio de Ira Vamp, i també en l'especial de Nit de Nadal de 2008 que es va emetre en La 1 de Televisió Espanyola. El 16 d'abril de 2009 els dos còmics van estrenar el programa setmanal ¿Y ahora qué?. Té una filla i dos fills, el menor de 27 anys, anomenat Jaime.
Va formar part del duo còmic Josema y Flo. En la temporada 2011-12 concursa al programa d'Antena 3, Tu cara me suena.
El 24 de desembre de 2011 va presentar en TVE l'especial Nit de Nadal Nochegüena News. Fa d'Asun en el programa Señoras que... (Antena 3). El 31 de desembre de 2012 va presentar l'especial Nit de cap d'any Hotel 13 estrellas, 12 uvas.
En 2019, va participar en l'especial de Nit de cap d'any organitzat per José Mota, on va participar al costat del seu excompany de "Martes y Trece", Millán Salcedo.

## Filmografia
- Sentados al borde de la mañana, con los pies colgando (estrenada el 19 de gener de 1979).
- Cocaína (1980)
- Ni te cases ni te embarques (1982).
- La loca historia de los tres mosqueteros (1983).
- La corte de Faraón (1985).
- Aquí huele a muerto... (¡Pues yo no he sido!) (1990)
- El robobo de la jojoya (1991).
- Adiós, tiburón (1996).
- Atraco a las 3... y media (2003).
- El asombroso mundo de Borjamari y Pocholo (2004).
- Ciudadano Kien (2007).
- El Reino de los chiflados (2009).
- La venganza de Ira Vamp (2010).
- Pos eso (2014).
- de risa (2016).

## Trajectòria a TV
- Mi casa es la tuya (2016) - Invitat amb Millán Salcedo (Martes y 13)
- La que se avecina (2014) (Cameo) Alejandro Echevarría - 8 de desembre de 2014
- El pueblo más divertido (2014)
- Me resbala (2013-2014)
- Tu cara más solidaria (2013)
  - 1a gala: Francisco
- Hotel 13 estrellas, 12 uvas (2012)
- Señoras que... (2012)
- Dando la nota (2012)
- ¡Arriba ese ánimo! (2012)
- Nochegüena News (2011)
- Tu cara me suena (2011-2013)
  - 1ª gala: Miguel Bosé (38 punts) Tercer.
  - 2ª gala: Georgie Dann (34 punts) Sisè.
  - 3ª gala: John Lennon (24 punts) Perdedor.
  - 4ª gala: Joan Manuel Serrat (40 punts) Cinquè.
  - 5ª gala: Luis Aguilé (44 punts) Quart.
  - 6ª gala: Ana Torroja (Mecano) (65 punts) Guanyador.
  - 7ª gala: Miguel Ríos (37 punts) Cinquè.
  - 8ª gala: José Luis Rodríguez "El Puma" (37 punts) Sisè.
  - 9ª gala: Betty Missiego (42 puntos) Tercer.
  - Final: Carlos Baute amb Carolina Ferre fent de Marta Sánchez.
  - Especial Nadal: Manuel de la Calva (Dúo Dinámico) amb Santiago Segura (Ramón Arcusa) (42 puntos) Tercers.
  - Tu cara más solidaria 1: Francisco
- En clave de Ja (2010)
- ¿Y ahora qué? (2009)
- Por fin has llegado (2007-2008)
- Ciudadano Kien (2007) - Especial de Cap d'any de José Mota.
- Juicio al 2006 (2006) - Especial de Cap d'any de Cruz y Raya.
- Sábado noche (2006)
- La televisión cumple contigo (2006)
- 2005... Repaso al futuro (2005) - Especial de Cap d'any de Cruz y Raya.
- Érase una vez... 2004 (2004) - Especial de Cap d'any de Cruz y Raya.
- Juan y José.show (2004) 
  - 29 d'octubre de 2004:
- Paraíso (Cameo)
  - 17 de juliol de 2003
- Agente 700 (2001)
- La noche de los errores (2000-2002)
- Gala Unicef 2000 "Como Están Ustedes" (2000)
- Telepasión española (1990, 1993 y 2000)
- El marqués de Sotoancho (2000)
- Mediterráneo (1999-2000)
- Burladero, El (2000)
- Todos los hombres sois iguales (1996-1998)
- Adós (1997)
- Emisión: Imposible (1996)
- A Belén pastores (1995)
- Vísperas y Festivos (1995)
- El retonno (1994)
- Viéndonos (1992-1993)
- Que te den concurso (1992)
- 92 cava con todo, El (1991)
- A ver, a ver (1991)
- ¡Venga el 91! (1990)
- A por uvas (1989)
- Un, dos, tres... responda otra vez
  - Drácula (1984) .... Conde Rácula
  - Las Vegas (1982)
  - Las mil y una noches (1982)
- Aplauso (1980)
- Martes y Trece (1978-1997)

## Trajectòria en teatre
- Hair
- Gospel
- Contacto Peculiar
- Un hombre solo
- Nadie es perfecto
- Una Pareja de Miedo: El Misterio de Ira Vamp
- La cena de los idiotas (2010)
- Taxi
- Sé infiel y no mires con quien (2019)